# Guido Brocca
Guido Brocca (Milano, 29 luglio 1900 – ...) è stato un cestista e allenatore di pallacanestro italiano.

## Carriera
È stato il principale fautore dei successi dell'ASSI Milano negli anni venti: ha giocato e allenato la società milanese dal 1921 al 1927, vincendo sei scudetti. È stato anche tra i pionieri della nazionale maschile, con cui ha giocato le prime due partite della sua storia sportiva.
Nel dicembre 1929 giocò da capitano con la maglia dell'A.S. Ambrosiana un'amichevole contro una selezione catalana a Barcellona.

## Dirigente sportivo
Dopo la fine del conflitto mondiale non è affatto morto come citato dagli annali del basket.

All'inizio del 1946, alla nomina del nuovo direttivo della Canottieri Milano il dottor Guido Brocca ne è nominato vicepresidente.

## Statistiche

### Cronologia presenze e reti in Nazionale
| Cronologia completa delle presenze e dei punti in Nazionale - Italia | Cronologia completa delle presenze e dei punti in Nazionale - Italia | Cronologia completa delle presenze e dei punti in Nazionale - Italia | Cronologia completa delle presenze e dei punti in Nazionale - Italia | Cronologia completa delle presenze e dei punti in Nazionale - Italia | Cronologia completa delle presenze e dei punti in Nazionale - Italia | Cronologia completa delle presenze e dei punti in Nazionale - Italia | Cronologia completa delle presenze e dei punti in Nazionale - Italia |
| Data                                                                 | Città                                                                | In casa                                                              | Risultato                                                            | Ospiti                                                               | Competizione                                                         | Punti                                                                | Note                                                                 |
| -------------------------------------------------------------------- | -------------------------------------------------------------------- | -------------------------------------------------------------------- | -------------------------------------------------------------------- | -------------------------------------------------------------------- | -------------------------------------------------------------------- | -------------------------------------------------------------------- | -------------------------------------------------------------------- |
| 04/04/1926                                                           | Milano                                                               | Italia                                                               | 23 - 17                                                              | Francia                                                              | Amichevole                                                           | 0                                                                    | [ 4 ]                                                                |
| 18/04/1927                                                           | Parigi                                                               | Italia                                                               | 22 - 18                                                              | Francia                                                              | Amichevole                                                           | 0                                                                    | [ 4 ]                                                                |
| Totale                                                               |                                                                      | Presenze                                                             | 2                                                                    |                                                                      | Punti                                                                | 0                                                                    |                                                                      |

## Palmarès
- Campionato italiano: 6

ASSI Milano: 1921, 1922, 1924, 1925, 1926, 1927